# Хьонефос БК
Хьонефос Балклуб (на норвежки: Hønefoss Ballklubb) е норвежки футболен клуб, базиран в едноименния град Хьонефос. През 2010 г. е за първи път в своята история сред елита на норвежкия футбол. Играе мачовете си на стадион АКА Арена.